# Funció de producció de Cobb-Douglas

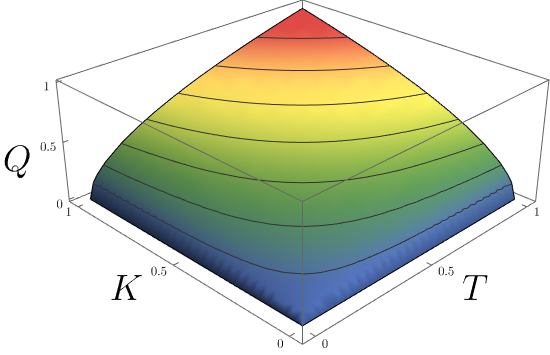
Funció de Producció Cobb-Douglas per a capital i treball

En economia i econometria, la funció de producció de Cobb-Douglas és una forma de funció de producció, àmpliament usada per representar les relacions entre un producte i les variacions dels factors tecnologia, treball i capital. Va ser proposada per Knut Wicksell (1851-1926) i investigada pel que fa a l'evidència estadística concreta, per Charles Cobb i Paul Douglas el 1928.
La funció de producció Cobb-Douglas és un enfocament neoclàssic per estimar la funció de producció d'un país i projectar-ne el creixement econòmic esperat.

## Capital, Treball i Tecnologia
La funció va partir de l'observació empírica de la distribució de la renda nacional total dels Estats Units entre el capital i el treball- Les dades van mostrar que es mantenia més o menys constant al llarg del temps i a mesura que creixia la producció, la renda del total dels treballadors creixia en la mateixa proporció que la renda del conjunt dels empresaris. Douglas va sol·licitar a Cobb establir una funció que resultés en participació constant dels dos factors si guanyaven al seu producte marginal. Aquesta funció de producció presenta la forma
{\displaystyle Y=AT^{\alpha }K^{\beta }} ,
on:
Y = producció total (el valor monetari de tots els béns produïts durant un any)
T = treball
K = capital
A = factor total de productivitat
α i β són les elasticitats producte del treball i el capital, respectivament. Aquests valors són constants determinades per la tecnologia disponible.
L'elasticitat del producte mesura la resposta del producte a un canvi en els nivells del treball o del capital utilitzats en la producció, si romanen constants els altres factors. Per exemple, si α = 0,15, un augment de l'1% a la quantitat de treball, provocaria un increment aproximat del 0,15% en el volum del producte. Així, si:
{\displaystyle \alpha +\beta =1},
La funció de producció té rendiments d'escala constants, és a dir que si T i K cadascú augmenta el 20%, Q augmenta també el 20%. Això vol dir que la funció Cobb-Douglas és homogènia de grau 1 i implica que el cost mínim és independent del volum de la producció i depèn només dels preus relatius dels factors de producció. Si
{\displaystyle \alpha +\beta <1} ,
els rendiments d'escala són descendents, i si
{\displaystyle \alpha +\beta >1}
els rendiments d'escala són creixents.
Suposant competència perfecta, α i β poden ser obtinguts com la quota de T i de K respecte a Q. Un avenç tecnològic que augmenta el paràmetre A incrementa proporcionalment el producte marginal de T i de K.
Evidència estadística ha mostrat que les proporcions de treball i capital respecte al producte total van ser constants a través del temps als països desenvolupats, la qual cosa van explicar Cobb i Douglas ajustant estadísticament una regressió de mínims quadrats de la seva funció de producció. Als Estats Units el quocient entre la renda de treball i la renda total ha representat al voltant del 0,7 per un llarg període i així ho van corroborar les dades obtingudes entre 1960 i 1996. Aquesta distribució s'explica mitjançant una funció de producció Cobb-Douglas en què el paràmetre α sigui aproximadament 0,7.

## Crítiques
Actualment, alguns experts expressen dubtes sobre la constància d'aquesta relació a través del temps. Ni Cobb, ni Douglas no van aportar una raó teòrica per la qual els exponents α i β haurien de mantenir-se constants en el temps o entre sectors de l'economia. Cal recordar que la naturalesa de la maquinària i d'altres béns de capital (K) difereix entre períodes i d'acord amb el bé que es produeixi. Així també les habilitats o qualitats del treball (L).
D'altra banda, la funció Cobb-Douglas no va ser desenvolupada sobre la base de cap coneixement de l'enginyeria, la tecnologia, o de la gerència del procés de producció. Va ser en canvi desenvolupada per les seves coincidències amb la teoria econòmica de les seves atractives característiques matemàtiques, com ara els rendiments marginals decreixents dels diferents factors de producció.
No hi ha microfonaments o anàlisi del comportament dels agents individuals pel que fa a aquesta funció. Els economistes han insistit més recentment que cal explicar la micrològica de processos a gran escala, cosa que no aconsegueix la funció Cobb-Douglas.
També hi ha crítiques a l'ús d'aquesta funció des de l'economia biofísica, que posen en dubte el seu significat operacional.

## Origen
L'origen de la funció Cobb-Douglas es troba en l'observació empírica de la distribució de la renda nacional total dels Estats Units entre el capital i el treball. D'acord amb el que mostraven les dades, la distribució es mantenia relativament constant al llarg del temps. Concretament, el treball s'emportava un 70% i el capital un 30%. D'aquesta manera, la funció Cobb-Douglas representa una relació on les proporcions de treball i capital pel que fa al producte total són constants.

## Simplificació de la funció Cobb-Douglas
Per estimar el creixement econòmic futur és més útil reformular la funció Cobb-Douglas aplicant logaritmes naturals. Assumint que α + β = 1 (retorns constants a escala) i unes petites assumpcions més podem establir la taxa de creixement econòmic en funció dels canvis dels factors de producció:
%ΔY ≅ (%ΔA) + α(%ΔK) + (1-α)(%ΔL)
On:
%ΔY = Taxa de variació del PIB esperada
%ΔA = Creixement Productivitat total dels factors (PTF)
%ΔK = Creixement Estoc de capital
%ΔL = Creixement del nombre d'empleats
α = Elasticitat del capital sobre la producció
Aquesta fórmula és molt utilitzada en borsa per estimar el creixement econòmic. Estudis empírics suggereixen que seria raonable assumir que el creixement de l'ocupació (L) té un efecte lineal en el creixement de la producció.

## Algunes aplicacions
Tot i les crítiques, la funció Cobb-Douglas ha estat aplicada en contextos diferents de la producció. Ha estat aplicada a la funció d'utilitat, així:
{\displaystyle \,U(x_{1},x_{2})=\ x_{1}^{\alpha }\cdot x_{2}^{\beta }}
on x1 i x₂ són les quantitats consumides d'un bé #1 i un bé #2.
La forma general de la funció Cobb-Douglas:
{\displaystyle \,q=c\cdot \prod _{i}x_{i}^{a_{i}}} o {\displaystyle \,c}, {\displaystyle \,a_{i}>0} .
L'índex {\displaystyle i} correspon als factors de producció (per exemple les quantitats de treball o de capital utilitzades per produir un bé).
D'altra banda, el model de creixement de Solow parteix d'una funció Cobb-Douglas de producció
{\displaystyle \,Q=A\cdot T^{\alpha }\cdot K^{1-\alpha }}
i conclou determinant la importància crucial de la tecnologia per al creixement continuat. En la investigació del cicle econòmic, els models del cicle real utilitzen i aprofundeixen els treballs de Solow.

## Representacions de la funció
La funció Cobb-Douglas pot ser estimada com una relació lineal usant la següent expressió: {\displaystyle \ln(Q)=a_{0}+\sum _{i}{a_{i}\ln(I_{i})}\,}, on:
Q = Producte
I i = Factors
a i = Coeficients del model

El model també es pot representar així:

{\displaystyle Q=(I_{1})^{a_{1}}(I_{2})^{a_{2}}\cdots (I_{n})^{a_{n}}}

També pot ser linealitzada així:
{\displaystyle \,\ln(y)=\ln(c)+\sum _{i}{a_{i}\ln(x_{i})}}
{\displaystyle \prod _{i=1}^{N}x_{i}^{\alpha _{i}}}
on {\displaystyle x_{i}} són les quantitats consumides de cada bé i i {\displaystyle \alpha _{i}} són les elasticitats de la demanda de serveis.
La Funció de Producció Logarítmic Transcendental (translog) és una generalització de la funció Cobb-Douglas. La funció de producció translog per a tres factors és:
{\displaystyle \ln(Q)=ln(A)+a_{T}\ln(T)+a_{K}\ln(K)+a_{M}\ln(M)+b_{TT}\ln ^{2}(T)+b_{KK}\ln ^{2}(K)+\dots }
{\displaystyle \dots +b_{MM}\ln ^{2}(M)+b_{LK}\ln(T)\ln(K)+b{TM}\ln(T)\ln(M)+b_{KM}\ln(K)\ln(M)=f(T,K,M)}
on T = treball, K = capital, M = materials i subministraments, i Q = producte.

## Derivada d'una funció CES
La funció d'elasticitat de substitució constant (CES)
{\displaystyle Q=A[\alpha K^{\gamma }+(1-\alpha )T^{\gamma }]^{\frac {1}{\gamma }}}
Quan {\displaystyle \gamma =0}, la funció CES es reduirà a una funció Cobb-Douglas, {\displaystyle Q=AK^{\alpha }2/KT^{1-\alpha }}
Prova:
{\displaystyle \ln(Q)=\ln(A)+{\frac {\ln[\alpha K^{\gamma }+(1-\alpha )T^{\gamma }]}{\gamma }}}
Aplicant la Regla de L'Hôpital :
{\displaystyle \lim _{\gamma \rightarrow 0}\ln(Q)=\ln(A)+\alpha \ln(K)+(1-\alpha )\ln(T)}
Per tant, {\displaystyle Q=AK^{\alpha }T^{1-\alpha }} .